# Shire of Three Springs
Shire of Three Springs is een lokaal bestuursgebied (LGA) in de regio Mid West in West-Australië. Shire of Three Springs telde 575 inwoners in 2021. De hoofdplaats is Three Springs.

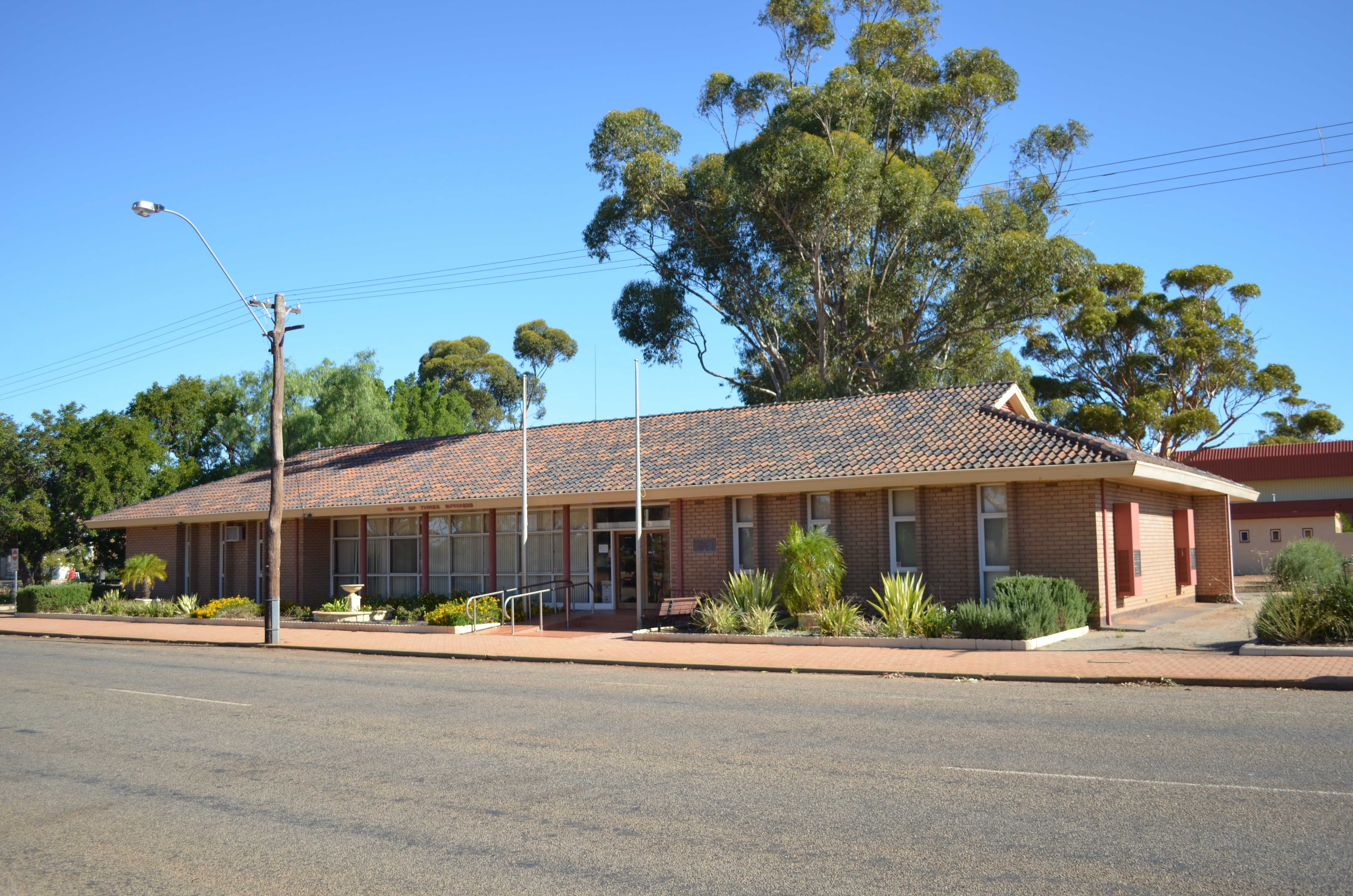
districtsgebouw Shire of Three Springs

## Geschiedenis
Op 2 november 1928 werd het Three Springs Road District opgericht. Ten gevolge de Local Government Act van 1960 veranderde het district op 23 juni 1961 van naam en werd de Shire of Three Springs.
In 2009 besloten de lokale besturen van Mingenew, Three Springs, Morawa en Perenjori om te fuseren. De bevolking verzette zich en na een volksraadpleging in de Shire of Perenjori werden de plannen opgeborgen.

## Beschrijving
Shire of Three Springs is een landbouwdistrict in de regio Mid West. Het is ongeveer 2.650 km² groot en ligt 310 kilometer ten noorden van de West-Australische hoofdstad Perth. Het district telde 575 inwoners in 2021 en de hoofdplaats is Three Springs.

## Plaatsen, dorpen en lokaliteiten
- Three Springs
- Arrino
- Dudawa
- Kadathinni
- Womarden

## Bevolkingsevolutie
| Jaar | Bevolkingsaantal |
| ---- | ---------------- |
| 1933 | 879              |
| 1947 | 730              |
| 1954 | 972              |
| 1961 | 1.018            |
| 1966 | 1.038            |
| 1971 | 1.011            |
| 1976 | 1.064            |
| 1981 | 1.081            |
| 1986 | 1.022            |
| 1991 | 820              |
| 1996 | 806              |
| 2001 | 732              |
| 2006 | 664              |
| 2011 | 616              |
| 2016 | 594              |
| 2021 | 575              |